# David Wooldridge
Humphry Michael David Wooldridge (* 24. August 1927 in Deal/Kent; † 5. Juni 1998 in Bridgewater, Connecticut) war ein britischer Dirigent und Komponist.

## Leben
Wooldridge studierte an der Royal Academy of Music und der Wiener Musikakademie. 1954–55 war er Dirigent an der Bayerischen Staatsoper. Danach wirkte er bis 1968 als Gastdirigent verschiedener amerikanischer Orchester. Außerdem war er von 1961 bis 1965 musikalischer Direktor des Beirut Symphony Orchestra und anschließend bis 1968 des Cape Town Orchestra.
Er komponierte u. a. eine Orchesterpartita, ein Violakonzert und Filmmusiken und war Autor des Buches Conductors' World (1970) und einer Biographie von Charles Ives (1974).

## Auszeichnungen
1951 erhielt er den Kompositionspreis der Royal Philharmonic Society in London.